# فرودگاه اوردوس ایجین هورو
فرودگاه اوردوس ایجین هورو (به انگلیسی: Ordos Ejin Horo Airport) یک فرودگاه همگانی با کد یاتا DSN است . این فرودگاه در کشور چین قرار دارد .

## شرکت‌های هواپیمایی و مقصدهای پروازی
| شرکت‌های هواپیمایی      | مقصدهای پروازی |
| ---------------------- | --- |
| ایر چاینا              | پکن فصلی: هنگ کنگ |
| هواپیمایی شرقی چین     | چانگچون لونگییا، بایون گوآنگجو، هانگجو ژیاشان، هاربین تایپینگ، کونمینگ چانگشوی، گایلین لیانگ‌جیانگ, شانگهای پودنگ، ووسو تائی‌یوان، شی‌آن شیان‌یانگ، زیامن گائوچی، سینینگ کائوجیابو، ییچانگ سانگسیا فصلی:نانچانگ چانگبی, ایرکوتسک |
| China Express Airlines | چنگچینگ ییانگبی، هوهوت بایتا، Ulanhot |
| هواپیمایی جنوبی چین    | شانگهای هونگچیائو، ژنگژو سین‌ژنگ |
| چاینا یونایتد ایرلاینز | پکن نانیوان، چانگشا هوانگهوا، فوشان شادی، هفئی ژینگیاو، نانجینگ لوکو، شیاژونگ ژنگدینگ |
| سیچوان ایرلاینز        | چنگدو شوانگلیو، شنینگ تخین |
| تیانجین ایرلاینز       | تیانجین بینهای، اورومچی دیووپو چارتر فصلی: ایرکوتسک |
| اورال ایرلاینز         | سووارنابومی, ایرکوتسک |